# El Puerto de Santa María
El Puerto de Santa María település Spanyolországban, Cádiz tartományban. El Puerto de Santa María Rota, Sanlúcar de Barrameda, Jerez de la Frontera és Puerto Real községekkel határos. Lakosainak száma 89 960 fő (2024).

## Népesség
A település népessége az utóbbi években az alábbiak szerint változott:
| Lakosok száma | 76 538 | 80 658 | 83 101 | 87 696 | 88 917 | 88 700 | 88 184 | 88 405 | 89 060 | 89 960 |
|               | 2001   | 2004   | 2006   | 2009   | 2011   | 2014   | 2016   | 2019   | 2021   | 2024   |